# Regret in Your Tears
Regret in Your Tears è un singolo della rapper trinidadiana Nicki Minaj. È stato pubblicato il 10 marzo 2017 insieme ad altri due singoli No Frauds e Changed It.

## Descrizione
Il testo parla della rottura della rapper con il suo ex fidanzato Meek Mill. A seguito di voci che sostenevano che il rapper canadese PartyNextDoor abbia scritto il brano in segreto, Minaj ha negato questa teoria.

## Tracce
1. Regret in Your Tears – 3:48 (Onika Maraj, Brittany Hazzard, Matthew Samuels, Adam Feeney, Allen Ritter)

## Classifiche
| Classifica (2017)         | Posizione massima |
| ------------------------- | ----------------- |
| Canada                    | 84                |
| Francia                   | 87                |
| Regno Unito               | 14                |
| Regno Unito (R&B)         | 69                |
| Scozia                    | 45                |
| Stati Uniti               | 61                |
| Stati Uniti (R&B/hip-hop) | 26                |